# Hugh Glass
Hugh Glass (n. 1783 –d. 1833) a fost un comerciant de blănuri, vânător și explorator american. Născut în Pennsylvania, Glass a explorat partea Superioară a Râului Missouri, în Montana, Dakota de Nord, Dakota de Sud, și zona râului Platte din Nebraska. Glass este cunoscut pentru povestea lui de supraviețuire, fiind atacat de un urs grizzly și lăsat să moară de către tovarășii săi.
Viața lui Hugh Glass a fost adaptat în două filme de lung metraj: Man in the Wilderness (1971) și The Revenant (2015), în care Glass a fost interpretat de Leonardo DiCaprio, rol care i-a adus un Premiu Oscar, BAFTA și un Glob de Aur.